# 국가지원지방도 제58호선
국가지원지방도 제58호선은 전라남도 나주시 금천면 방축교에서 부산광역시 강서구 세산 교차로를 잇는 대한민국의 국가지원지방도이다.

## 역사
1994년 '나주 ~ 부산선'이라는 이름으로 국도 제58호선을 신설하기로 계획되었던 도로가 시초이며, 당시 연장은 179km로 정해져 있었다. 그러나 국가 재정 부족으로 국도로 승격되지 못했으며 이 노선과 전혀 관계없는 진해시 ~ 청도군 구간이 국도 제58호선으로 지정되었다. 구상된 노선은 폐기되지 않고 국가지원지방도로 지정되었다.
- 1996년 7월 19일 : 전라남도 나주시 금천면 ~ 부산광역시 강서구 구간을 국가지원지방도 제58호 나주 ~ 부산선으로 지정[1]
- 1999년 11월 5일 : 2002년 12월까지 순천시계 ~ 덕월간 도로(순천시 상사면 마륜리 ~ 덕월동) 확포장공사를 위해 2.0km 구간 도로구역 변경[2]
- 2002년 12월 20일 : 순천시계 ~ 덕월간 도로 공사기간을 2003년 12월까지로 연기[3]
- 2006년 12월 18일 : 사천대교(사천시 서포면 구평리 ~ 용현면 주문리) 7.16 km 구간 개통[4]
- 2009년 9월 29일 : 경상남도 거가대로(거제시 연초면 송정리 ~ 장목면 유호리) 16.75 km 구간을 자동차 전용도로로 지정[5]
- 2010년 5월 12일 : 부산광역시 거가대로 6.406 km 구간을 자동차 전용도로로 지정[6]
- 2010년 7월 13일 : 2010년 12월까지 광양 금이지구(광양시 옥곡면 신금리 ~ 진상면 금이리) 개량공사를 위해 639m 구간 도로구역 변경[7]
- 2010년 7월 15일 : 거가대로 구간 자동차 전용도로 구간 종점을 거제시 장목면 유호리에서 경상남도·부산광역시 경계로 변경해 3.12 km 증가한 19.87km로 지정[8]
- 2010년 12월 14일 : 거가대로 접속도로(장승포 ~ 장목간 도로, 농소 ~ 유호간 도로, 거제시 연초면 송정리 ~ 장목면 유호리) 17.52 km 구간 확장 개통[9], 부산 ~ 거제간 연결도로(거제시 장목면 유호리 ~ 경남도계) 3.12 km 구간 신설 개통[10], 부산 ~ 거제간 연결도로(천성 ~ 눌차간 도로, 부산광역시 강서구 천성동 가덕해저터널입구 ~ 눌차동 가덕대교) 7 km 구간 신설 개통[11], 부산 ~ 거제간 연결도로(가덕대교, 부산광역시 강서구 송정동 ~ 눌차동) 구간 개통[12][13]
- 2010년 12월 22일 : 거가대교 부산광역시 구간 정식 개통[14]
- 2011년 4월 27일 : 2013년 12월까지 순천 도신지구(순천시 외서면 도신리) 개량공사를 위해 440m 구간 도로구역 변경[15]
- 2011년 7월 8일 : 거가대교 접속도로(장승포 ~ 장목간 도로) 개통으로 인해 기존 거제시 연초면 송정리 ~ 장목면 유호리 25.77 km 구간 폐지[16]
- 2012년 4월 27일 : 2013년 5월까지 광양 선유지구(광양시 옥곡면 선유리) 개량공사를 위해 200m 구간 도로구역 변경[17], 2013년 5월까지 순천 쌍지지구(순천시 상사면 쌍지리) 개량공사를 위해 300m 구간 도로구역 변경[18]
- 2013년 5월 13일 : 경전선 진주 ~ 광양 간 복선화 공사로 인해 2014년까지 광양시 진상면 금이리 410m 구간 이설을 위해 도로구역 변경[19]
- 2013년 6월 5일 : 2015년까지 용반교(화순군 이양면 용반리) 개축공사를 위해 720m 구간 도로구역 변경[20]
- 2013년 7월 19일 : 2014년 12월까지 순천 쌍지지구(순천시 상사면 쌍지리) 개량공사를 위해 300m 구간 도로구역 변경[21]
- 2019년 6월 27일 : 광양시 국도대체우회도로 덕례 ~ 용강간 도로(순천시 조례동 ~ 광양시 광양읍 덕례리) 1.58 km 구간 확장 개통, 광양시 광양읍 덕례리 ~ 용강리 5.2 km 구간 신설 개통[22]
- 2025년 7월 11일 : 거제시 고현동 ~ 연초면구간 지방도를 국가지원지방도로 승격

## 주요 경유지
전라남도
- 나주시 (금천면 - 빛가람동 - 금천면 - 빛가람동 - 산포면 - 다도면 - 남평읍) - 화순군 (도암면 - 춘양면 - 청풍면 - 이양면) - 보성군 (복내면 - 문덕면) - 순천시 (외서면 - 낙안면 - 상사면 - 덕월동 - 오천동 - 풍덕동 - 연향동 - 조례동 - 해룡면) - 광양시 (광양읍 - 중군동 - 옥곡면 - 진상면 - 진월면 - 다압면)

경상남도
- 하동군 (하동읍 - 적량면 - 횡천면 - 양보면 - 북천면) - 사천시 (곤명면 - 곤양면 - 서포면 - 용현면 - 노룡동 - 신벽동 - 송포동 - 실안동 - 대방동 - 서동 - 동동 - 선구동 - 동금동 - 향촌동 - 사등동) - 고성군 (하이면 - 하일면 - 삼산면) - 통영시 (도산면 - 광도면 - 무전동 - 용남면) - 거제시 (사등면 - 장평동 - 고현동 - 상동동 - 문동동 - 양정동 - 수월동 - 연초면 - 옥포동 - 장목면)

부산광역시
- 강서구 (천성동 - 동선동 - 성북동 - 눌차동 - 송정동)

경상남도
- 창원시 진해구 가주동

부산광역시
- 강서구 (송정동 - 구랑동)

## 노선
- (■): 자동차 전용도로 구간

### 전라남도
| 이름                                                                     | 접속 노선                                                                   | 소재지                                                      | 소재지                                                         | 비고                           |
| ------------------------------------------------------------------------ | --------------------------------------------------------------------------- | ----------------------------------------------------------- | -------------------------------------------------------------- | ------------------------------ |
| 방축교                                                                   | 국도 제1호선 국가지원지방도 제49호선 국가지원지방도 제60호선 (빛가람장성로) | 나주시                                                      | 금천면                                                         | 시점 미개통 구간               |
| 계획중                                                                   |                                                                             | 나주시                                                      | 빛가람동                                                       | 미개통 구간                    |
| 계획중                                                                   | 금천면                                                                      | 나주시                                                      |                                                                | 미개통 구간                    |
| 계획중                                                                   | 빛가람동                                                                    | 나주시                                                      |                                                                | 미개통 구간                    |
| 신도리                                                                   | 국가지원지방도 제55호선 (세남로)                                            | 나주시                                                      | 산포면                                                         | 미개통 구간                    |
| 계획중                                                                   |                                                                             | 나주시                                                      | 다도면                                                         | 미개통 구간                    |
| 계획중                                                                   | 남평읍                                                                      | 나주시                                                      |                                                                | 미개통 구간                    |
| 운월리                                                                   | 지방도 제817호선 (천태로)                                                   | 화순군                                                      | 도암면                                                         | 미개통 구간                    |
| 석정 교차로                                                              | 국도 제29호선 (화보로) 지방도 제818호선 (개천로)                            | 화순군                                                      | 춘양면                                                         | 국도 제29호선과 중복           |
| 우봉교                                                                   |                                                                             | 화순군                                                      | 춘양면                                                         | 국도 제29호선과 중복           |
| 용두터널                                                                 |                                                                             | 화순군                                                      | 춘양면                                                         | 국도 제29호선과 중복 연장 280m |
| 용두교                                                                   |                                                                             | 화순군                                                      | 춘양면                                                         | 국도 제29호선과 중복           |
| 입교 교차로                                                              | 학포로                                                                      | 화순군                                                      | 청풍면                                                         | 국도 제29호선과 중복           |
| 입교                                                                     |                                                                             | 화순군                                                      | 청풍면                                                         | 국도 제29호선과 중복           |
|                                                                          | 이양면                                                                      | 화순군                                                      |                                                                | 국도 제29호선과 중복           |
| 금능 교차로                                                              | 국도 제29호선 (화보로)                                                      | 화순군                                                      |                                                                | 국도 제29호선과 중복           |
| 강성교 용반교 장치교                                                     |                                                                             | 화순군                                                      |                                                                |                                |
| (이름 없음)                                                              | 지방도 제843호선 (쌍산의로)                                                 | 화순군                                                      |                                                                |                                |
| 개기재                                                                   |                                                                             | 화순군                                                      |                                                                |                                |
|                                                                          | 보성군                                                                      | 복내면                                                      |                                                                |                                |
| 화령교                                                                   | 보성군                                                                      | 복내면                                                      |                                                                |                                |
| 원봉교                                                                   | 보성군                                                                      | 복내면                                                      | 원봉길                                                         |                                |
| 복내사거리                                                               | 보성군                                                                      | 복내면                                                      | 국도 제18호선 (송재로) 지방도 제845호선 (개기로)               | 국도 제18호선과 중복           |
| 복내정류소 원봉교 복내중학교 보성정보통신고등학교                        | 보성군                                                                      | 복내면                                                      |                                                                | 국도 제18호선과 중복           |
| 복내중고교앞 교차로                                                      | 보성군                                                                      | 복내면                                                      | 국도 제18호선 (송재로)                                         | 국도 제18호선과 중복           |
| 복내1교                                                                  | 보성군                                                                      | 복내면                                                      |                                                                |                                |
| (외판)                                                                   | 보성군                                                                      | 복내면                                                      | 동교길                                                         |                                |
| 동산리                                                                   | 보성군                                                                      | 법화길                                                      | 문덕면                                                         |                                |
| 귀산리                                                                   | 보성군                                                                      |                                                             | 문덕면                                                         | 미개통 구간                    |
| 도리재                                                                   | 보성군                                                                      |                                                             | 문덕면                                                         | 미개통 구간                    |
|                                                                          | 순천시                                                                      | 외서면                                                      |                                                                | 미개통 구간                    |
| 도신리                                                                   | 순천시                                                                      | 외서면                                                      | 반월로                                                         |                                |
| 반월교 외서초등학교                                                      | 순천시                                                                      | 외서면                                                      |                                                                |                                |
| 외서면소재지 교차로                                                      | 순천시                                                                      | 외서면                                                      | 쌍향수길                                                       |                                |
| 외서면소재지삼거리                                                       | 순천시                                                                      | 외서면                                                      | 화전길                                                         |                                |
| 외서면 행정복지센터                                                      | 순천시                                                                      | 외서면                                                      |                                                                |                                |
| 외서 교차로                                                              | 순천시                                                                      | 외서면                                                      | 국도 제15호선 국도 제27호선 국가지원지방도 제15호선 (조계산로) |                                |
| 장산삼거리                                                               | 순천시                                                                      | 외서면                                                      | 쌍향수길                                                       |                                |
| 농소교                                                                   | 순천시                                                                      | 외서면                                                      |                                                                |                                |
| 빈계재                                                                   | 순천시                                                                      | 외서면                                                      |                                                                |                                |
|                                                                          | 순천시                                                                      | 낙안면                                                      |                                                                |                                |
| 하송교                                                                   | 순천시                                                                      |                                                             |                                                                |                                |
| 낙안읍성                                                                 | 순천시                                                                      | 충민길                                                      |                                                                |                                |
| 성북삼거리                                                               | 순천시                                                                      | 지방도 제857호선 (조정래길)                                 | 지방도 제857호선과 중복                                        |                                |
| 낙안면소재지 교차로                                                      | 순천시                                                                      | 지방도 제857호선 (조정래길)                                 | 지방도 제857호선과 중복                                        |                                |
| 낙안면 행정복지센터 낙안민속자연휴양림 불재 낙안초등학교 창녕분교 간원교 | 순천시                                                                      |                                                             |                                                                |                                |
| 쌍지교                                                                   | 순천시                                                                      |                                                             | 상사면                                                         |                                |
| 쌍지삼거리                                                               | 순천시                                                                      | 노동길                                                      | 상사면                                                         |                                |
| 상사사거리                                                               | 순천시                                                                      | 오실길 우산보길                                             | 상사면                                                         |                                |
| 삼천1교                                                                  | 순천시                                                                      |                                                             | 상사면                                                         |                                |
|                                                                          | 순천시                                                                      | 도사동                                                      |                                                                |                                |
| 교곡삼거리                                                               | 순천시                                                                      | 상사호길                                                    |                                                                |                                |
| 월곡삼거리                                                               | 순천시                                                                      | 월곡1길                                                     |                                                                |                                |
| 덕월육교                                                                 | 순천시                                                                      |                                                             |                                                                |                                |
| 연동삼거리                                                               | 순천시                                                                      | 국도 제2호선 (녹색로)                                       | 국도 제2호선과 중복                                            |                                |
| 청암대사거리 (청암대학교) (청암고등학교)                                 | 순천시                                                                      | 상사호길 순천만길                                           | 국도 제2호선과 중복                                            |                                |
| 호현삼거리                                                               | 순천시                                                                      | 국가지원지방도 제22호선 (우석로)                            | 국도 제2호선과 중복 국가지원지방도 제22호선과 중복             |                                |
| 서문삼거리                                                               | 순천시                                                                      |                                                             | 국도 제2호선과 중복 국가지원지방도 제22호선과 중복             |                                |
| (이름 없음)                                                              | 순천시                                                                      | 강변로                                                      | 국도 제2호선과 중복 국가지원지방도 제22호선과 중복             |                                |
| 동천교                                                                   | 순천시                                                                      |                                                             | 국도 제2호선과 중복 국가지원지방도 제22호선과 중복             |                                |
|                                                                          | 순천시                                                                      | 풍덕동                                                      | 국도 제2호선과 중복 국가지원지방도 제22호선과 중복             |                                |
| 순천호수정원                                                             | 순천시                                                                      |                                                             | 국도 제2호선과 중복 국가지원지방도 제22호선과 중복             |                                |
| 해룡교                                                                   | 순천시                                                                      |                                                             | 국도 제2호선과 중복 국가지원지방도 제22호선과 중복             |                                |
|                                                                          | 순천시                                                                      | 덕연동                                                      | 국도 제2호선과 중복 국가지원지방도 제22호선과 중복             |                                |
| 팔마사거리                                                               | 순천시                                                                      | 여순로 팔마로                                               | 국도 제2호선과 중복 국가지원지방도 제22호선과 중복             |                                |
| 연향육교                                                                 | 순천시                                                                      |                                                             | 국도 제2호선과 중복 국가지원지방도 제22호선과 중복             |                                |
| 조례사거리                                                               | 순천시                                                                      | 백강로 이수로                                               | 국도 제2호선과 중복 국가지원지방도 제22호선과 중복             | 왕조동                         |
| 순천조례초등학교 한국산업인력공단 전남지사                               | 순천시                                                                      |                                                             | 국도 제2호선과 중복 국가지원지방도 제22호선과 중복             | 왕조동                         |
| (이름 없음)                                                              | 순천시                                                                      | 지봉로                                                      | 국도 제2호선과 중복 국가지원지방도 제22호선과 중복             | 왕조동                         |
| 상비 교차로                                                              | 순천시                                                                      | 국도 제2호선 국도 제17호선 국가지원지방도 제22호선 (무평로) | 국도 제2호선과 중복 국가지원지방도 제22호선과 중복             | 왕조동                         |
| 순천성카롤로병원                                                         | 순천시                                                                      |                                                             |                                                                | 왕조동                         |
| 반송재                                                                   | 순천시                                                                      |                                                             |                                                                | 왕조동                         |
|                                                                          | 광양시                                                                      | 광양읍                                                      |                                                                |                                |
| (이름 없음)                                                              | 광양시                                                                      | 광양읍                                                      | 덕용로                                                         |                                |
| 부영국제빙상장                                                           | 광양시                                                                      | 광양읍                                                      |                                                                |                                |
| 덕례사거리                                                               | 광양시                                                                      | 광양읍                                                      | 지방도 제863호선 지방도 제865호선 (인덕로)                     | 지방도 제865호선과 중복        |
| 광양교                                                                   | 광양시                                                                      | 광양읍                                                      |                                                                | 지방도 제865호선과 중복        |
| (이름 없음)                                                              | 광양시                                                                      | 광양읍                                                      | 서천변로                                                       | 지방도 제865호선과 중복        |
| 전남도립미술관                                                           | 광양시                                                                      | 광양읍                                                      |                                                                | 지방도 제865호선과 중복        |
| 터미널 교차로                                                            | 광양시                                                                      | 광양읍                                                      | 신덕로                                                         | 지방도 제865호선과 중복        |
| 광양종합버스터미널                                                       | 광양시                                                                      | 광양읍                                                      |                                                                | 지방도 제865호선과 중복        |
| 인동 교차로                                                              | 광양시                                                                      | 광양읍                                                      | 신재로 숲샘길                                                  | 지방도 제865호선과 중복        |
| 유당공원                                                                 | 광양시                                                                      | 광양읍                                                      |                                                                | 지방도 제865호선과 중복        |
| 우시장사거리                                                             | 광양시                                                                      | 광양읍                                                      | 지방도 제840호선 (매천로) 유당로                               | 지방도 제865호선과 중복        |
| 광양육교                                                                 | 광양시                                                                      | 광양읍                                                      |                                                                | 지방도 제865호선과 중복        |
| 광양 나들목 (인동 나들목)                                                | 광양시                                                                      | 광양읍                                                      | 10호선 남해고속도로 광양항전용1로                              | 지방도 제865호선과 중복        |
| 초남교                                                                   | 광양시                                                                      | 광양읍                                                      |                                                                | 지방도 제865호선과 중복        |
| 경찰서앞                                                                 | 광양시                                                                      | 광양읍                                                      | 지방도 제865호선 (제철로) 덕용로                               | 지방도 제865호선과 중복        |
| 석정삼거리                                                               | 광양시                                                                      | 광양읍                                                      | 용두길                                                         |                                |
| 광양2교 억만교                                                           | 광양시                                                                      | 광양읍                                                      |                                                                |                                |
| 송치재                                                                   | 광양시                                                                      | 광양읍                                                      |                                                                |                                |
|                                                                          | 광양시                                                                      | 골약동                                                      |                                                                |                                |
| 중군육교                                                                 | 광양시                                                                      | 백운로                                                      |                                                                |                                |
| 골약역(폐역)                                                             | 광양시                                                                      |                                                             |                                                                |                                |
| 선유교 원월교 청룡교                                                     | 광양시                                                                      |                                                             | 옥곡면                                                         |                                |
| 옥곡초등학교앞 교차로                                                    | 광양시                                                                      | 대치로                                                      | 옥곡면                                                         |                                |
| 옥곡역 옥곡초등학교 옥곡면사무소                                         | 광양시                                                                      |                                                             | 옥곡면                                                         |                                |
| 옥곡면소재지 교차로                                                      | 광양시                                                                      | 명주1길                                                     | 옥곡면                                                         |                                |
| 신금교                                                                   | 광양시                                                                      |                                                             | 옥곡면                                                         |                                |
| 옥곡정류소                                                               | 광양시                                                                      | 지방도 제861호선 (큰골1길)                                  | 옥곡면                                                         |                                |
| 신금삼거리                                                               | 광양시                                                                      | 강변로                                                      | 옥곡면                                                         |                                |
| 진상면금이리 교차로                                                      | 광양시                                                                      | 명주1길                                                     | 진상면                                                         |                                |
| 진상면삼거리                                                             | 광양시                                                                      | 신시길                                                      | 진상면                                                         |                                |
| 진상역                                                                   | 광양시                                                                      |                                                             | 진상면                                                         |                                |
| 섬거사거리                                                               | 광양시                                                                      | 백운2로                                                     | 진상면                                                         |                                |
| 진상교                                                                   | 광양시                                                                      |                                                             | 진상면                                                         |                                |
| 수어댐입구                                                               | 광양시                                                                      | 비촌수어길                                                  | 진상면                                                         |                                |
| 탄치삼거리                                                               | 광양시                                                                      | 백학로                                                      | 진상면                                                         |                                |
| 매치재                                                                   | 광양시                                                                      |                                                             | 진상면                                                         |                                |
|                                                                          | 광양시                                                                      | 진월면                                                      |                                                                |                                |
| 원당삼거리                                                               | 광양시                                                                      | 지방도 제861호선 (섬진강매화로)                             | 다압면                                                         | 지방도 제861호선과 중복        |
| 신원삼거리                                                               | 광양시                                                                      | 지방도 제861호선 (신원길)                                   | 다압면                                                         | 지방도 제861호선과 중복        |
| 섬진교                                                                   | 광양시                                                                      |                                                             | 다압면                                                         |                                |

### 경상남도
| 이름                                              | 접속 노선                                                                                | 소재지                                  | 소재지                                            | 비고                                                                             |
| ------------------------------------------------- | ---------------------------------------------------------------------------------------- | --------------------------------------- | ------------------------------------------------- | -------------------------------------------------------------------------------- |
| 섬진교                                            |                                                                                          | 하동군                                  | 하동읍                                            |                                                                                  |
| 섬진교회전 교차로                                 | 섬진강대로                                                                               | 하동군                                  | 하동읍                                            |                                                                                  |
| 송림회전 교차로                                   | 국도 제19호선 (섬진강대로)                                                               | 하동군                                  | 하동읍                                            | 국도 제19호선과 중복                                                             |
| 하동고등학교 하동초등학교                         |                                                                                          | 하동군                                  | 하동읍                                            | 국도 제19호선과 중복                                                             |
| 하동회전 교차로                                   | 군청로 향교1길                                                                           | 하동군                                  | 하동읍                                            | 국도 제19호선과 중복                                                             |
| 하동시외버스터미널                                | 국도 제19호선 (중앙로)                                                                   | 하동군                                  | 하동읍                                            | 국도 제19호선과 중복                                                             |
| 구 하동역                                         |                                                                                          | 하동군                                  | 하동읍                                            |                                                                                  |
| 화산회전 교차로                                   | 너뱅이길                                                                                 | 하동군                                  | 하동읍                                            |                                                                                  |
| 비파삼거리                                        | 공설운동장로                                                                             | 하동군                                  | 하동읍                                            |                                                                                  |
| 두전교                                            |                                                                                          | 하동군                                  | 적량면                                            |                                                                                  |
| 적량면삼거리                                      | 적량로                                                                                   | 하동군                                  | 적량면                                            |                                                                                  |
| 적량 교차로                                       | 국도 제2호선 국도 제59호선 (충무공로)                                                    | 하동군                                  | 적량면                                            |                                                                                  |
| 중남교 횡천초등학교 횡천교                        |                                                                                          | 하동군                                  | 횡천면                                            |                                                                                  |
| 횡천삼거리                                        | 지방도 제1003호선 (청학로)                                                               | 하동군                                  | 횡천면                                            | 지방도 제1003호선과 중복                                                         |
| 횡계 교차로                                       | 국도 제2호선 국도 제59호선 (충무공로) 횡천강변길                                         | 하동군                                  | 횡천면                                            | 국도 제59호선과 중복 지방도 제1003호선과 중복                                    |
| 횡천면사무소 횡천중학교                           |                                                                                          | 하동군                                  | 횡천면                                            | 국도 제59호선과 중복 지방도 제1003호선과 중복                                    |
| 대덕삼거리                                        | 국도 제59호선 (돌고지로)                                                                 | 하동군                                  | 횡천면                                            | 국도 제59호선과 중복 지방도 제1003호선과 중복                                    |
| 대덕교                                            |                                                                                          | 하동군                                  | 횡천면                                            | 지방도 제1003호선과 중복                                                         |
| 감당삼거리                                        | 지방도 제1003호선 (진양로)                                                               | 하동군                                  | 양보면                                            | 지방도 제1003호선과 중복                                                         |
| 황토재                                            |                                                                                          | 하동군                                  | 양보면                                            |                                                                                  |
|                                                   | 북천면                                                                                   | 하동군                                  |                                                   |                                                                                  |
| 방화보건진료소                                    |                                                                                          | 하동군                                  |                                                   |                                                                                  |
| 방화사거리                                        | 국도 제2호선 (충무공로)                                                                  | 하동군                                  |                                                   |                                                                                  |
| (이름 없음)                                       | 지방도 제1005호선 (곤북로)                                                               | 하동군                                  | 지방도 제1005호선과 중복                          |                                                                                  |
| 북천역 북천면사무소                               |                                                                                          | 하동군                                  | 지방도 제1005호선과 중복                          |                                                                                  |
| 대야교                                            | 지방도 제1005호선 (옥단로)                                                               | 하동군                                  | 지방도 제1005호선과 중복                          |                                                                                  |
| 원전 교차로                                       | 국도 제2호선 (경서대로)                                                                  | 사천시                                  | 곤명면                                            | 상행 진입 불가 하행 진출 불가                                                    |
| (원전삼거리)                                      | 곤명1로                                                                                  | 사천시                                  | 곤명면                                            |                                                                                  |
| 원전교 곤명초등학교(폐교) 조장교                  |                                                                                          | 사천시                                  | 곤명면                                            |                                                                                  |
| 후전삼거리                                        |                                                                                          | 사천시                                  | 곤양면                                            |                                                                                  |
| 곤양공용터미널                                    |                                                                                          | 사천시                                  | 곤양면                                            |                                                                                  |
| (이름 없음)                                       | 지방도 제1002호선 (서삼로)                                                               | 사천시                                  | 곤양면                                            | 지방도 제1002호선과 중복                                                         |
| (이름 없음)                                       | 지방도 제1002호선 지방도 제1005호선 (곤북로)                                             | 사천시                                  | 곤양면                                            | 지방도 제1002호선과 중복 지방도 제1005호선과 중복                                |
| 곤양 나들목 (곤양IC사거리)                        | 10호선 남해고속도로 구고속도로                                                           | 사천시                                  | 곤양면                                            | 지방도 제1005호선과 중복                                                         |
| 남문교                                            |                                                                                          | 사천시                                  | 곤양면                                            | 지방도 제1005호선과 중복                                                         |
| 서포삼거리                                        | 지방도 제1003호선 지방도 제1005호선 (서포로)                                             | 사천시                                  | 서포면                                            | 지방도 제1005호선과 중복 지방도 제1003호선과 중복                                |
| 대포사거리                                        | 구랑로 구평1로                                                                           | 사천시                                  | 서포면                                            | 지방도 제1003호선과 중복                                                         |
| 자해사거리                                        | 자구로                                                                                   | 사천시                                  | 서포면                                            | 지방도 제1003호선과 중복                                                         |
| 자혜터널                                          |                                                                                          | 사천시                                  | 서포면                                            | 지방도 제1003호선과 중복 연장 330m                                               |
| 구포삼거리                                        | 구포1길                                                                                  | 사천시                                  | 서포면                                            | 지방도 제1003호선과 중복                                                         |
| 사천대교                                          |                                                                                          | 사천시                                  | 서포면                                            | 지방도 제1003호선과 중복                                                         |
|                                                   | 용현면                                                                                   | 사천시                                  |                                                   | 지방도 제1003호선과 중복                                                         |
| 주문사거리                                        | 신평길                                                                                   | 사천시                                  |                                                   | 지방도 제1003호선과 중복                                                         |
| 주문 교차로                                       | 국도 제3호선 (사천대로)                                                                  | 사천시                                  | 국도 제3호선과 중복 지방도 제1003호선과 중복      |                                                                                  |
| 노례 교차로                                       | 미룡길                                                                                   | 사천시                                  | 국도 제3호선과 중복 지방도 제1003호선과 중복      | 남양동                                                                           |
| 송포 교차로                                       | 지방도 제1003호선 (삼천포대교로) 송포공단길                                              | 사천시                                  | 국도 제3호선과 중복 지방도 제1003호선과 중복      | 남양동                                                                           |
| 송포1교                                           |                                                                                          | 사천시                                  | 국도 제3호선과 중복                               | 남양동                                                                           |
| 모충 교차로                                       | 지방도 제1003호선 (해안관광로)                                                           | 사천시                                  | 국도 제3호선과 중복                               | 남양동                                                                           |
| 각산터널                                          |                                                                                          | 사천시                                  | 국도 제3호선과 중복 연장 710m                     | 남양동                                                                           |
| 각산터널                                          | 동서동                                                                                   | 사천시                                  | 국도 제3호선과 중복 연장 710m                     |                                                                                  |
| 실안 교차로                                       | 지방도 제1003호선 (해안관광로)                                                           | 사천시                                  | 국도 제3호선과 중복                               |                                                                                  |
| 해안 교차로                                       | 노을길                                                                                   | 사천시                                  | 국도 제3호선과 중복                               |                                                                                  |
| 대방 교차로                                       | 국도 제3호선 국도 제77호선 (삼천포대교로)                                                | 사천시                                  | 국도 제3호선과 중복 국도 제77호선과 중복          |                                                                                  |
| 대방사거리                                        | 대방길                                                                                   | 사천시                                  | 국도 제77호선과 중복                              |                                                                                  |
| 각산사거리                                        | 유람선길                                                                                 | 사천시                                  | 국도 제77호선과 중복                              |                                                                                  |
| 대방초등학교                                      |                                                                                          | 사천시                                  | 국도 제77호선과 중복                              |                                                                                  |
| 선구동주민센터 삼천포초등학교                     |                                                                                          | 사천시                                  | 국도 제77호선과 중복                              | 선구동                                                                           |
| 중앙시장사거리                                    | 중앙로 건어시장길                                                                        | 사천시                                  | 국도 제77호선과 중복                              | 선구동                                                                           |
| 삼천포교                                          |                                                                                          | 사천시                                  | 국도 제77호선과 중복                              | 선구동                                                                           |
|                                                   | 동서금동                                                                                 | 사천시                                  | 국도 제77호선과 중복                              |                                                                                  |
| 목전빌딩사거리                                    | 동금로 한내로                                                                            | 사천시                                  | 국도 제77호선과 중복                              |                                                                                  |
| 2호광장 교차로                                    | 지방도 제1016호선 (삼상로) 중앙로                                                        | 사천시                                  | 국도 제77호선과 중복                              |                                                                                  |
| 사천경찰서                                        |                                                                                          | 사천시                                  | 국도 제77호선과 중복                              |                                                                                  |
| 동금사거리                                        | 신항로                                                                                   | 사천시                                  | 국도 제77호선과 중복                              |                                                                                  |
| 향촌사거리                                        | 동금로 향촌4길                                                                           | 사천시                                  | 국도 제77호선과 중복                              | 향촌동                                                                           |
| 향촌삽재농공단지                                  |                                                                                          | 사천시                                  | 국도 제77호선과 중복                              | 향촌동                                                                           |
| 덕호교                                            |                                                                                          | 사천시                                  | 국도 제77호선과 중복                              | 향촌동                                                                           |
|                                                   | 고성군                                                                                   | 하이면                                  | 국도 제77호선과 중복                              |                                                                                  |
| 하이초등학교                                      | 고성군                                                                                   | 하이면                                  | 국도 제77호선과 중복                              |                                                                                  |
| 신덕사거리                                        | 고성군                                                                                   | 하이면                                  | 국도 제77호선과 중복                              | 지방도 제1001호선 (하이로)                                                       |
| 하이면사무소                                      | 고성군                                                                                   | 하이면                                  | 국도 제77호선과 중복                              |                                                                                  |
| 정곡삼거리                                        | 고성군                                                                                   | 하이면                                  | 국도 제77호선과 중복                              | 상족암로                                                                         |
| 하이초등학교 월흥분교(폐교)                       | 고성군                                                                                   | 하이면                                  | 국도 제77호선과 중복                              |                                                                                  |
| 월흥사거리                                        | 고성군                                                                                   | 하이면                                  | 국도 제77호선과 중복                              | 월흥3길                                                                          |
| 하일면사무소 하일중학교 학림교                    | 고성군                                                                                   |                                         | 국도 제77호선과 중복                              | 하일면                                                                           |
| 임포삼거리                                        | 고성군                                                                                   | 자란만로                                | 국도 제77호선과 중복                              | 하일면                                                                           |
| 하일초등학교 수태분교(폐교)                       | 고성군                                                                                   |                                         | 국도 제77호선과 중복                              | 하일면                                                                           |
| 중촌삼거리                                        | 고성군                                                                                   | 장치로                                  | 국도 제77호선과 중복                              | 삼산면                                                                           |
| 삼오초등학교(폐교)                                | 고성군                                                                                   |                                         | 국도 제77호선과 중복                              | 삼산면                                                                           |
| 용호삼거리                                        | 고성군                                                                                   | 지방도 제1010호선 (두포로)              | 국도 제77호선과 중복                              | 삼산면                                                                           |
| 삼산면사무소                                      | 고성군                                                                                   |                                         | 국도 제77호선과 중복                              | 삼산면                                                                           |
| 장지삼거리                                        | 고성군                                                                                   | 지방도 제1010호선 (공룡로) (두포5길)    | 국도 제77호선과 중복                              | 삼산면                                                                           |
| (교량 이름 미상)                                  | 고성군                                                                                   |                                         | 미개통 국도 제77호선과 중복 삼산면 ~ 도산면 연결  | 삼산면                                                                           |
| (교량 이름 미상)                                  |                                                                                          | 통영시                                  | 미개통 국도 제77호선과 중복 삼산면 ~ 도산면 연결  | 도산면                                                                           |
| (유촌)                                            |                                                                                          | 통영시                                  | 국도 제77호선과 중복                              | 도산면                                                                           |
| 가오치터미널 도산중학교 도산면사무소 도산초등학교 |                                                                                          | 통영시                                  | 국도 제77호선과 중복                              | 도산면                                                                           |
| 도산삼거리                                        | 국도 제14호선 (남해안대로)                                                               | 통영시                                  | 국도 제14, 77호선과 중복                          | 도산면                                                                           |
| 관덕삼거리                                        | 지방도 제1021호선 (도산일주로)                                                           | 통영시                                  | 국도 제14, 77호선과 중복 지방도 제1021호선과 중복 | 도산면                                                                           |
| 솔고개                                            |                                                                                          | 통영시                                  | 국도 제14, 77호선과 중복 지방도 제1021호선과 중복 | 도산면                                                                           |
| 북통영 나들목 (노산삼거리)                        | 35호선 통영대전고속도로 국도 제77호선 국가지원지방도 제67호선 지방도 제1021호선 (안정로) | 통영시                                  | 광도면                                            | 국도 제14, 77호선과 중복 국가지원지방도 제67호선과 중복 지방도 제1021호선과 중복 |
| (이름 없음)                                       | 죽림4로                                                                                  | 통영시                                  | 광도면                                            | 국도 제14호선과 중복 국가지원지방도 제67호선과 중복                              |
| (원문지하차도)                                    | 국가지원지방도 제67호선 지방도 제1021호선 (원문로) (용호로) 장문로                       | 통영시                                  | 광도면                                            | 국도 제14호선과 중복 국가지원지방도 제67호선과 중복                              |
| 관문사거리                                        | 안개로 중앙로                                                                            | 통영시                                  | 무전동                                            | 국도 제14호선과 중복                                                             |
| 미늘삼거리                                        | 통영해안로                                                                               | 통영시                                  | 무전동                                            | 국도 제14호선과 중복                                                             |
| 통영 나들목                                       | 35호선 통영대전고속도로                                                                  | 통영시                                  | 용남면                                            | 국도 제14호선과 중복                                                             |
| 삼화삼거리                                        | 장문로                                                                                   | 통영시                                  | 용남면                                            | 국도 제14호선과 중복                                                             |
| 장평육교                                          | 견내량로 원평길                                                                          | 통영시                                  | 용남면                                            | 국도 제14호선과 중복                                                             |
| 신거제대교                                        |                                                                                          | 통영시                                  | 용남면                                            | 국도 제14호선과 중복                                                             |
|                                                   | 거제시                                                                                   | 사등면                                  |                                                   | 국도 제14호선과 중복                                                             |
| 오량 교차로                                       | 거제시                                                                                   | 사등면                                  | 지방도 제1018호선 (거제남서로)                    | 국도 제14호선과 중복 하행 진출 불가                                              |
| 신계 교차로                                       | 거제시                                                                                   | 사등면                                  | 지방도 제1018호선 (거제남서로)                    | 국도 제14호선과 중복 하행 진출만 가능                                            |
| 성포삼거리                                        | 거제시                                                                                   | 사등면                                  | 성포로                                            | 국도 제14호선과 중복                                                             |
| 상사근육교                                        | 거제시                                                                                   | 사등면                                  | 가조로                                            | 국도 제14호선과 중복                                                             |
| 사곡삼거리                                        | 거제시                                                                                   | 사등면                                  | 두동로                                            | 국도 제14호선과 중복                                                             |
| 1번 교차로                                        | 거제시                                                                                   | 국도 제14호선 (국도우회로)              | 장평동                                            | 국도 제14호선과 중복                                                             |
| 장평 교차로                                       | 거제시                                                                                   | 장평2로 장평3로                         | 장평동                                            |                                                                                  |
| 신촌삼거리                                        | 거제시                                                                                   | 고현로                                  | 장평동                                            |                                                                                  |
| 4번 교차로                                        | 거제시                                                                                   | 장평로                                  | 장평동                                            |                                                                                  |
| 5번 교차로                                        | 거제시                                                                                   | 장평1로 서문로3길                       | 장평동                                            |                                                                                  |
| 6번 교차로                                        | 거제시                                                                                   | 지방도 제1018호선 (거제중앙로)          | 고현동                                            | 지방도 제1018호선과 중복                                                         |
| 7번 교차로                                        | 거제시                                                                                   | 고현천로                                | 고현동                                            | 지방도 제1018호선과 중복                                                         |
| 신현제2교                                         | 거제시                                                                                   |                                         | 고현동                                            | 지방도 제1018호선과 중복                                                         |
| 8번 교차로                                        | 거제시                                                                                   | 중곡로                                  | 고현동                                            | 지방도 제1018호선과 중복                                                         |
| 수월교                                            | 거제시                                                                                   |                                         | 수양동                                            | 지방도 제1018호선과 중복                                                         |
| 9번 교차로                                        | 거제시                                                                                   | 해명로                                  | 수양동                                            | 지방도 제1018호선과 중복                                                         |
| 연초교                                            | 거제시                                                                                   |                                         | 연초면                                            | 지방도 제1018호선과 중복                                                         |
| 연사삼거리                                        | 거제시                                                                                   | 연하해안로                              | 연초면                                            | 지방도 제1018호선과 중복                                                         |
| 연사교                                            | 거제시                                                                                   |                                         | 연초면                                            | 지방도 제1018호선과 중복                                                         |
| 연초삼거리                                        | 거제시                                                                                   | 국도 제5호선 지방도 제1018호선 (죽토로) | 연초면                                            | 지방도 제1018호선과 중복                                                         |
| 죽토교                                            | 거제시                                                                                   |                                         | 연초면                                            |                                                                                  |
| 야부삼거리                                        | 거제시                                                                                   | 죽토로                                  | 연초면                                            |                                                                                  |
| 송정 나들목                                       | 거제시                                                                                   | 거제대로                                | 연초면                                            |                                                                                  |
| 송정터널                                          | 거제시                                                                                   |                                         | 연초면                                            | 상행 연장 520m 하행 연장 477m                                                    |
| 송정터널                                          | 거제시                                                                                   | 옥포동                                  |                                                   | 상행 연장 520m 하행 연장 477m                                                    |
| 덕포교                                            | 거제시                                                                                   |                                         |                                                   |                                                                                  |
| 덕포 교차로                                       | 거제시                                                                                   | 옥포대첩로                              |                                                   |                                                                                  |
| 덕포터널                                          | 거제시                                                                                   |                                         | 상행 연장 885m 하행 연장 920m                     |                                                                                  |
| 덕포터널                                          | 거제시                                                                                   | 장목면                                  | 상행 연장 885m 하행 연장 920m                     |                                                                                  |
| 대계1교 대계2교 대계3교                           | 거제시                                                                                   |                                         |                                                   |                                                                                  |
| 외포 교차로                                       | 거제시                                                                                   | 옥포대첩로                              |                                                   |                                                                                  |
| 외포1교 외포2교 시방교                            | 거제시                                                                                   |                                         |                                                   |                                                                                  |
| 대금 교차로                                       | 거제시                                                                                   | 옥포대첩로                              |                                                   |                                                                                  |
| 대금천교 거제휴게소 두모교                        | 거제시                                                                                   |                                         |                                                   |                                                                                  |
| 관포 교차로                                       | 거제시                                                                                   | 거제북로                                |                                                   |                                                                                  |
| 신촌교                                            | 거제시                                                                                   |                                         |                                                   |                                                                                  |
| 거제 요금소                                       | 거제시                                                                                   |                                         | 가덕방향 차량만 요금 지불                         |                                                                                  |
| 농소터널                                          | 거제시                                                                                   |                                         | 연장 127m                                         |                                                                                  |
| 농소교                                            | 거제시                                                                                   |                                         |                                                   |                                                                                  |
| 장목터널                                          | 거제시                                                                                   |                                         | 연장 804m                                         |                                                                                  |
| 거가대교 저도교                                   | 거제시                                                                                   |                                         |                                                   |                                                                                  |
| 저도터널                                          | 거제시                                                                                   |                                         | 상행 연장 290m 하행 연장 278m                     |                                                                                  |
| 거가대교                                          | 거제시                                                                                   |                                         |                                                   |                                                                                  |

### 부산광역시
| 이름               | 접속 노선                                              | 소재지 | 소재지        | 비고                      |
| ------------------ | ------------------------------------------------------ | ------ | ------------- | ------------------------- |
| 거가대교           |                                                        | 강서구 | 천성동        |                           |
| 중죽도터널         |                                                        | 강서구 | 천성동        | 연장 280m                 |
| 가덕해저터널       |                                                        | 강서구 | 천성동        | 연장 3,665m               |
| 가덕휴게소         |                                                        | 강서구 | 천성동        | 침매터널 홍보관           |
| 천성회차로교       |                                                        | 강서구 | 천성동        |                           |
| 가덕 요금소        |                                                        | 강서구 | 천성동        | 거제방향 차량만 요금 지불 |
| 천성 교차로        | 서천로 천성대항길                                      | 강서구 | 천성동        |                           |
| 천성교             |                                                        | 강서구 | 천성동        |                           |
| 가덕터널           |                                                        | 강서구 | 동선동        | 연장 1,410m               |
| 성북 교차로        | 성북로                                                 | 강서구 | 성북동        |                           |
| 눌차대교 가덕대교  |                                                        | 강서구 | 눌차동 성북동 |                           |
| 부산진해자유구역청 | 녹산산단178로 녹산산단232로                            | 강서구 | 녹산동        | 평면 교차로               |
| 10번신호등 교차로  | 녹산산업대로                                           | 강서구 | 녹산동        |                           |
| 27번신호등 교차로  | 녹산산업중로                                           | 강서구 | 녹산동        |                           |
| 39번신호등 교차로  | 녹산산업북로                                           | 강서구 | 녹산동        |                           |
| 녹송육교           | 국도 제2호선 국도 제77호선 (낙동남로)                  | 강서구 | 녹산동        |                           |
| 송정사거리         | 가주로15번길                                           | 강서구 | 녹산동        |                           |
| (이름 없음)        | 신항남로                                               | 강서구 | 녹산동        |                           |
| 옥포마을 교차로    | 가락대로373번길                                        | 강서구 | 녹산동        |                           |
| 부산신항역         |                                                        | 강서구 | 녹산동        |                           |
| 큰압실마을 교차로  | 미음산단2로                                            | 강서구 | 녹산동        |                           |
| (이름 없음)        | 과학산단로                                             | 강서구 | 녹산동        |                           |
| 세산 교차로        | 국가지원지방도 제69호선 (가락대로) (생곡로) 남해안대로 | 강서구 | 녹산동        | 종점                      |

## 도로명
- 전라남도
  - 화순군 춘양면 석정 교차로 ~ 이양면 금능 교차로 : 화보로
  - 화순군 이양면 금능 교차로 ~ 보성군 복내면 복내사거리 : 개기로
  - 보성군 복내면 복내사거리 ~ 복내중고교앞 교차로 : 송재로
  - 보성군 복내면 복내중고교앞 교차로 ~ (외판) : 동교길
  - 보성군 복내면 (외판) ~ 문덕면 동산리 : 축치길
  - 순천시 외서면 도신리 ~ 외서면소재지 교차로 : 반월로
  - 순천시 외서면 외서면소재지 교차로 ~ 장산삼거리 : 쌍향수길
  - 순천시 외서면 장산삼거리 ~ 낙안면 성북삼거리 : 읍성로
  - 순천시 낙안면 성북삼거리 ~ 낙안면소재지 교차로 : 조정래길
  - 순천시 낙안면 낙안면소재지 교차로 ~ 도사동 연동삼거리 : 민속마을길
  - 순천시 도사동 연동삼거리 ~ 호현삼거리 : 녹색로
  - 순천시 도사동 호현삼거리 ~ 덕연동 팔마사거리 : 남승룡로
  - 순천시 덕연동 팔마사거리 ~ 왕조동 조례사거리 : 백강로
  - 순천시 왕조동 조례사거리 ~ 광양시 광양읍 인동 교차로 : 순광로
  - 광양시 광양읍 인동 교차로 ~ 골약동 중근육교 : 백운로
  - 광양시 골약동 중근육교 ~ 진상면 섬거사거리 : 옥진로
  - 광양시 진상면 섬거사거리 ~ 다압면 원당삼거리 : 백운3로
  - 광양시 다압면 원당삼거리 ~ 신원삼거리 : 섬진강매화로
  - 광양시 다압면 신원삼거리 ~ 섬진교 : 경서대로
- 경상남도
  - 하동군 하동읍 섬진교 ~ 사천시 곤명면 원전 교차로 : 경서대로
  - 사천시 곤명면 원전 교차로 ~ (원전삼거리) : 곤명1로
  - 사천시 곤명면 (원전삼거리) ~ 추천리 : 봉명로
  - 사천시 곤양면 서정리 ~ 서정리 : 곤양로
  - 사천시 서포면 외구리 ~ 서포삼거리 : 서포로
  - 사천시 서포면 서포삼거리 ~ 용현면 주문 교차로 : 사천대교로
  - 사천시 용현면 주문 교차로 ~ 동서동 대방 교차로 : 사천대로
  - 사천시 동서동 대방 교차로 ~ 선구동 중앙시장사거리 : 각산로
  - 사천시 선구동 중앙시장사거리 ~ 동서금동 2호광장 교차로 : 중앙로
  - 사천시 동서금동 2호광장 교차로 ~ 고성군 하이면 신덕사거리 : 남일로
  - 고성군 하이면 신덕사거리 ~ 삼산면 장지삼거리 : 공룡로
  - 통영시 도산면 도산삼거리 ~ 용남면 신거제대교 : 남해안대로
  - 거제시 사등면 신거제대교 ~ 연초면 송정 나들목 : 거제대로
  - 거제시 연초면 송정 나들목 ~ 장목면 거가대교 : 거가대로
- 부산광역시
  - 강서구 거가대교 ~ 부산진해경제자유구역청 : 거가대로
  - 강서구 부산진해경제자유구역청 ~ 세산 교차로 : 가락대로

## 같이 보기
- 국도 제58호선
- 거가대교
- 거가대로